# Вербицкий, Николай Павлович
Николай Павлович Вербицкий (род. 16 декабря 1995, село Турунтаево, Прибайкальский район, Бурятия, Россия) — российский легкоатлет, специализирующийся в беге на 800 метров. Чемпион России в помещении (2018). Мастер спорта России международного класса.

## Биография
Вырос в бурятском селе Турунтаево, где и сделал свои первые шаги в спорте. Начал заниматься в местной спортивной школе с четвёртого класса гимназии под руководством Ивана Михайловича Егорова, у которого в своё время тренировался ещё дедушка Николая. В школьные годы выступал в широком диапазоне дистанций, от 100 метров до кросса на 7 километров, прыгал в длину, но постепенно самые высокие результаты стал показывать в беге на 800 метров.
С 2012 года тренируется под руководством заслуженного тренера СССР Виктора Дмитриевича Домнина. Первые крупные успехи пришли к Николаю в 2014 году, когда он стал призёром юниорских первенств России на дистанции 800 метров. Уже через год в возрасте 19 лет он выиграл бронзовую медаль взрослого чемпионата России с личным рекордом 1.47,22.
С 2015 по 2017 год три раза подряд выиграл летнее молодёжное первенство страны. На чемпионате России в помещении 2017 года завоевал серебряную медаль и впервые в карьере выполнил норматив мастера спорта международного класса — 1.48,22.
В феврале 2018 года одержал свою первую победу на национальном первенстве в беге на 800 метров. На финишной прямой он опередил действующего чемпиона страны Константина Холмогорова.
Учится в Бурятском государственном университете по специальности «Экология и природопользование».

## Основные результаты
| Год  | Турнир                       | Место проведения  | Дисциплина | Место | Результат |
| ---- | ---------------------------- | ----------------- | ---------- | ----- | --------- |
| 2015 | Чемпионат России             | Чебоксары, Россия | 800 м      | 3-е   | 1.47,22   |
| 2016 | Чемпионат России в помещении | Москва, Россия    | 800 м      | 12-е  | 1.50,39   |
| 2016 | Чемпионат России             | Чебоксары, Россия | 800 м      | 12-е  | 1.49,64   |
| 2017 | Чемпионат России в помещении | Москва, Россия    | 800 м      | 2-е   | 1.48,22   |
| 2017 | Чемпионат России             | Жуковский, Россия | 800 м      | 9-е   | 1.49,79   |
| 2018 | Чемпионат России в помещении | Москва, Россия    | 800 м      | 1-е   | 1.48,82   |
| 2018 | Чемпионат России             | Казань, Россия    | 800 м      | 6-е   | 1.49,53   |
| 2019 | Чемпионат России в помещении | Москва, Россия    | 800 м      | 3-е   | 1.49,99   |
| 2024 | Чемпионат России в помещении | Москва, Россия    | 800 м      | 2-е   | 1.47,27   |